# Canto del Llano
Canto del Llano  è un comune (corregimiento) della Repubblica di Panama situato nel distretto di Santiago, provincia di Veraguas. Si estende su una superficie di 79,1 km² e conta una popolazione di 13.331 abitanti (censimento 2010).